# 巴特克人 (馬來西亞)

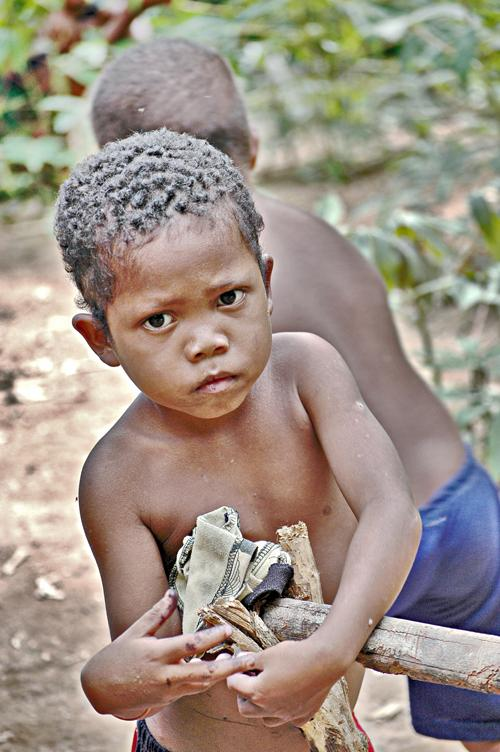
巴特克人

巴特克人（羅馬拼音作Batek或Bateq）是分類上屬於塞芒人的馬來半島原住民。他們生活在馬來西亞半島地區的熱帶雨林中。由於傳統生活地區遭侵占，他們現在主要棲息在大漢山國家公園。 他們傳統上主要以遊居及狩獵採集方式獲得生活所需物資，因此定居點的確切位置在居住地區的總體範圍內持續變遷。

## 名稱由來
他們稱自己的族群作「Batek Teh」，意思是「森林人」。

## 語言
巴特克語被歸類屬亞斯里語支的東嘉海語支，屬更廣泛的南亞語系的一部分。

## 生活方式
巴特克人通常以家庭為單位居住在帳篷和棚屋中，約10個家庭組成一個營地。每個營地通常都控制著周圍的土地，但由於不相信私有土地所有權的概念，因此營地認為自己是土地的管理者，而不是土地的所有者。此外，由於以狩獵採集方式維生，一旦某個特定地點的大部分可用野生植物資源耗盡，人們就會遷移到棲息地內的其他地點。
他們的經濟體制非常複雜，有些東西沒有所有權（如土地），有些東西雖然有個人財產權，但社會規範規定它必須與整個社會共享，例如採集所得的食物。有些東西被認為是個人財產，例如男人的吹箭，或是女人的髮梳。
他們的社會互動傾向和平。如果群體成員間發生衝突，衝突各方將私下討論；如果這不能結束分歧，每個人都會公開分享自己的觀點，試圖讓陣營中的其他成員提出解決方案。由於營地中的每個成年成員都是平等的，因此沒有內部領導者或裁決系統，因此衝突其中一方或多方將離開營地，直到各方冷靜下來。

### 資源分享
巴特克人不認為資源共享是一種善意的行為，他們認為所有食物都屬於森林，因此恰好擁有食物的人有道德義務分享它。由於住宅是開放式的，不可能在別人不知道的情況下囤積食物。由於自私的行為是被禁止的，所以如果有人因為飢餓而拿取其他成員的存糧，不會被視為偷竊。
分享和友善在社群中普遍存在還有兩個更實際的原因。首先，每個人都有一把吹箭筒，主要用於狩獵，所以如果群體中的所有人都相處不好，有人可能會遭受暴力。此外，雨林非常炎熱和潮濕，因此長期保存物品是不切實際的，如果不經常使用，食物會腐爛，五金會生鏽。

## 現代挑戰
由於沒有領導人或軍隊，他們常受馬來西亞政府擺佈；馬來西亞政府不承認他們的主權，因此在20世紀期間，政府逐漸侵占他們所生活居住的土地，用於伐木和耕種。 自1960年代以來，政府鼓勵他們居住在 Pos Lebir，成為非遊牧農民；但是，他們大多不願接受，因為該地區沒有被指定為他們所專屬，他們擔心政府可能突然要求他們遷離那裡，如此，他們將被迫放棄所慣習的遊牧生活方式和宗教信仰。一位巴特克人總結道：「如果我們有鍋子、挖土棒、砍柴刀、打火機、菸草、鹽和釣魚竿…就很富有了。如果一個人沒有吹箭，他會感到悲傷。我們只想要四、五件紗籠，不需要褲子。如果我們住在這裡（Pos Lebir），我們需要錢，如果我們有錢，我們就會買很多東西。但如果我們沒有錢，沒有問題，我們就會拒絕財產。當我們住在森林裡時，我們不需要它們。我們可以挖塊莖。如果有人沒有食物，其他人就會像過去一樣給他食物。」

## 外部連結
- Batek | Last of the Forest People （页面存档备份，存于）
- Batek Tribe: Orang Asli Living In A Land Without Time （页面存档备份，存于）
- The Batek De' of Malaysia （页面存档备份，存于）